# Ubi sunt

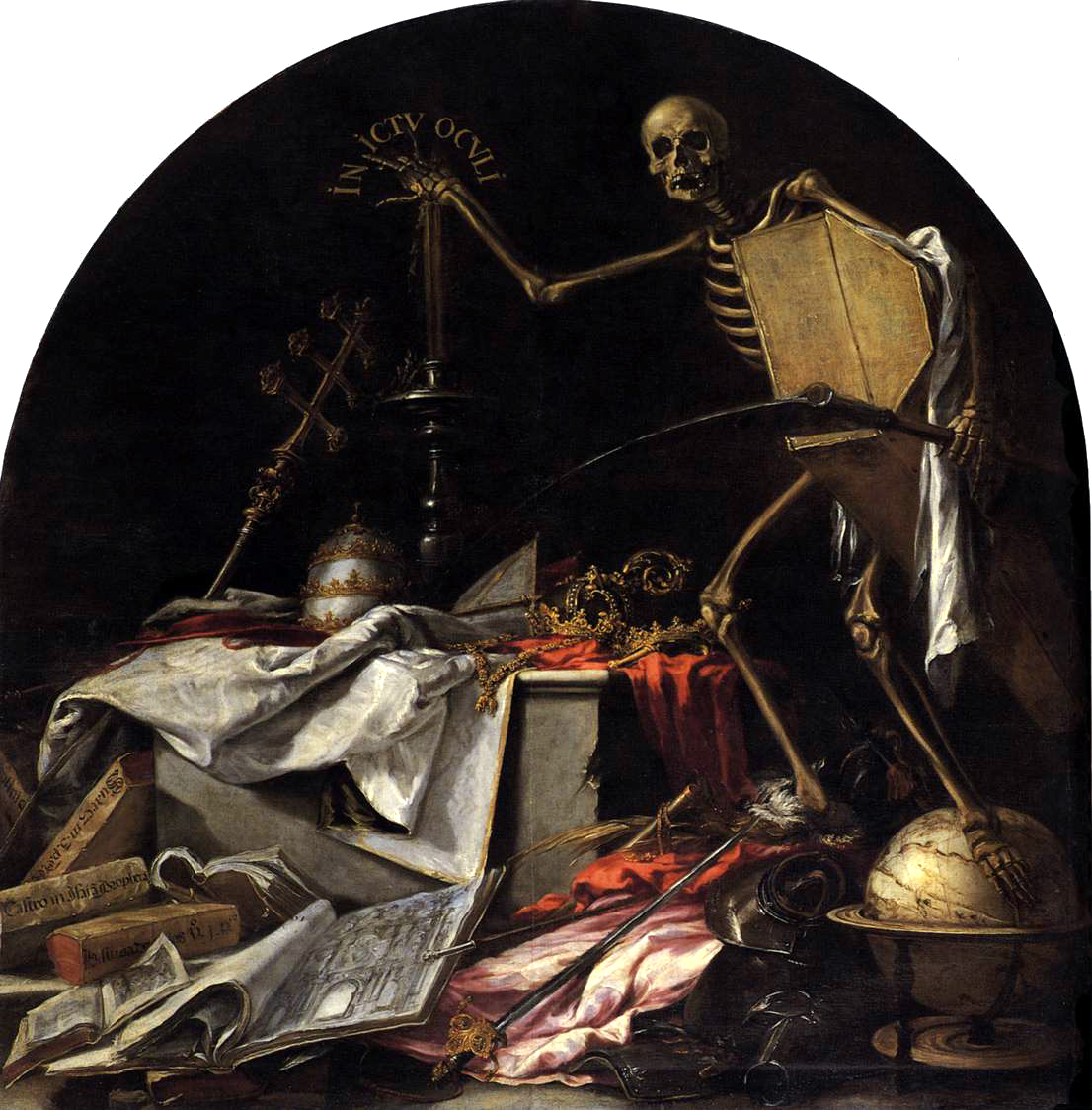
In ictu oculi (In un colpo d'occhio) una vanitas di Juan de Valdés Leal

Ubi sunt (letteralmente "dove sono?") è un'espressione tratta dal latino Ubi sunt qui ante nos fuerunt?, ovvero "dove sono coloro che furono prima di noi?". Ubi nunc...? ("E ora, dove sono?") è una variante comune.
Inteso a volte come un'espressione di nostalgia, il motivo dell'ubi sunt è piuttosto una meditazione sulla morte e sull'impermanenza della vita che, a seconda del contesto in cui è citata, può condurre a conclusioni angoscianti o, al contrario, anche a un invito vitalistico all'amore e al godimento, con la figura retorica di significato nota come carpe diem.
Ubi sunt è la frase d'apertura di molte poesie medievali e si riscontra, per esempio, nella seconda stanza dell'inno studentesco De brevitate vitae, conosciuto per il suo incipit come Gaudeamus igitur: Ubi sunt qui ante nos / In mundo fuere?, "Dove sono ora coloro / che furono al mondo prima di noi?" Questo tema è stato ampiamente visitato dai poeti latini medievali: se anche non avevano a disposizione Cicerone, conoscevano però molto bene il verso di Boezio Ubi nunc fidelis ossa Fabricii manent?, "Dove giacciono ora le ossa del fedele Fabrizio?".

## Esempi

### Francese
Il poeta medievale François Villon si ispira visibilmente al tema nella sua Ballade des dames du temps jadis, "Ballata delle dame del passato", con la domanda Mais où sont les neiges d'antan? ("Ma dove sono le nevi di un tempo?"),
Un altro famoso autore medievale, Rutebeuf, scrisse dei "Poemi della sventura", Poèmes de l'infortune, che contengono questi versi:
Ovvero, all'incirca: "Cosa è stato dei miei amici, che avevo tenuto tanto vicini e tanto amato?". Nella seconda metà del ventesimo secolo il cantautore monegasco Léo Ferré musicò questa poesia, rendendola famosa: la canzone si intitolava Pauvre Rutebeuf.

### Tedesco
Il ritornello citato di Villon è ripreso nell'ironica, amara canzone di Berthold Brecht e Kurt Weill Nannas Lied, che esprime il ricordo labile e senza rimorsi di una vecchia prostituta con questi versi:

### Spagnolo
In "Coplas por la muerte de su padre", il poeta spagnolo Jorge Manrique scrisse strofe altrettanto famose sui suoi contemporanei che la morte aveva rapito:
Los infantes de Aragón

¿qué se fizieron?

¿Qué fue de tanto galán,

qué fue de tanta invención

como trujeron?

Las justas y los torneos,

paramentos, bordaduras

y cimeras,

¿fueron sino devaneos?

¿qué fueron sino verduras

de las eras?»
I principi di Aragona,

Cosa ne è stato?

Cosa è stato di tanta nobiltà,

cosa è stato delle tante mode

che portavano con sé?

Le giostre e i tornei,

paramenti, ricami,

e cimieri,

sono stati nient'altro che vento?

Cosa sono stati, se non erbe

del campo?»

### Persiano
Nella poesia persiana medievale, il tema dell'Ubi sunt? pervade tutto il Rubʿayyāt, ovvero le "Quartine" opera del matematico e poeta ʿUmar Khayyām:
Ma le rose d'ieri, dove son esse mai?

E se l'estate ci dà i fiori, prendere

Jamshid e Keikobad in cambio la vedrai.»

### Inglese

#### Antico inglese (anglosassone)
Un'atmosfera generale di "ubi sunt" emana dall'intero testo di Beowulf. La letteratura anglosassone, al tempo in cui Beowulf fu scritto, esprimeva il senso di inevitabile sventura tipico del lamento dell'"Ubi sunt": con la conquista dei Bretoni romanizzati gli Anglosassoni si ritrovarono a contemplare maestose costruzioni di pietra e raffinati decori celtici che suggerivano l'idea di un passato tanto glorioso quanto perduto (si parla di "opere di giganti" in The Ruin).
Le maggiori opere anglosassoni in tema "ubi sunt" sono The wanderer ("Il viandante"), Il lamento di Deor, The Ruin e The Seafarer ("Il navigante"), tutte parte di una collezione nota come "Il libro di Exeter, la più importante collezione a noi pervenuta di letteratura in inglese antico.
The Wanderer è un ottimo esempio dell'uso frequente, nella letteratura "Ubi sunt", dell'interrogativa retorica.
In anglosassone si legge il passaggio seguente (versi 92-96):
Hwær cwom symbla gesetu? Hwær sindon seledreamas?

[...]Hu seo þrag gewat,

genap under nihthelm, swa heo no wære.»
Dove sono i sedili del banchetto? Dov'è la baldoria della sala grande?

[...]Come se n'è andato quel tempo,

scuro, coperto dalla notte, come se non fosse mai stato!»
Nel XX secolo, J.R.R. Tolkien, scrittore e studioso di letteratura inglese, utilizzerà l'incipit di questa strofa per una poesia dei Rohirrim nella seconda parte della sua opera fantasy Il Signore degli Anelli, Le due torri; è ripresa, nella versione di Tolkien, anche nel film di Peter Jackson Il Signore degli Anelli - Le due torri.

#### Medio inglese
La poesia del tredicesimo secolo "Ubi Sunt Qui Ante Nos Fuerunt" è un esempio in medio inglese che rispecchia la tradizione medievale:
Houndes ladden and hauekes beren

And hadden feld and wode?

Þe riche leuedies in hoere bour,

Þat wereden gold in hoere tressour

Wiþ hoere briȝtte rode; ...»

#### William Dunbar
Il Lament for the Makaris ("Lamento per i poeti", ca. 1505) del makar (poeta scozzese, bardo) William Dunbar consiste in una parte introduttiva (riportata qui di seguito) seguita da una lista di poeti scozzesi del passato con il ritornello latino Timor mortis conturbat me ("la paura della morte mi sconvolge") al termine di ciascuna delle 25 quartine:
Princis, prelotis, and potestatis,

Baith riche and pur of al degre;

Timor mortis conturbat me.
He takis the knychtis in to feild,

Anarmit under helme and scheild;

Victour he is at all mellie;

Timor mortis conturbat me.»
(Lament for the Makaris, righe 17-24)

#### Shakespeare

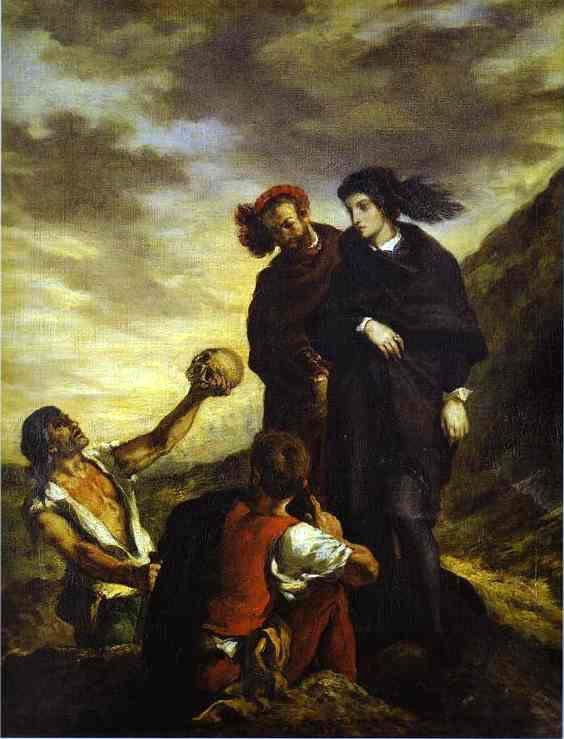
Hamlet and Horatio in the graveyard, by Eugène Delacroix.

La figura dell'Ubi sunt figura anche in varie opere di Shakespeare. Quando Amleto trova i teschi al cimitero, si esprime così:

#### Where is Bohun?
In un'arringa forense del 1625 riguardante la Contea di Oxford, il Giudice Ranulph Crewe elenca le grandi dinastie nobiliari del Medioevo, estinte nella Guerra delle due rose e altre avversità, e parla così:
Quando questo passaggio è stato citato nella Camera dei lord negli anni settanta, Charles Stourton, ventiseiesimo Barone di Mowbray (il titolo nel frattempo era stato ripristinato), esclamò in risposta "Mowbray è qui", tra fragorosi applausi.

#### XVIII secolo
L'interesse per il tema dell'Ubi sunt ha conosciuto una rinascita negli ultimi anni del Settecento, in seguito alla pubblicazione della "traduzione" dei Canti di Ossian da parte di James Macpherson. L'ottavo dei Frammenti di antica poesia raccolti nelle altopiani della Scozia vede Ossian piangere così:
Questo e i successivi testi ossianici di Macpherson, Fingal (1761) e Temora (1763), alimentarono il gusto dei romantici per la malinconia e il primitivo.

#### XX secolo
Il componimento che più di ogni altri riprende questo tema e lo sviluppa in tutto l'opera è l'Antologia di Spoon River (Spoon River Anthology), ripresa poi da Fabrizio De André nel suo disco Non al denaro non all'amore né al cielo liberamente ispirato all'opera di E.L.Masters. La poesia (e la canzone di De André) che sintetizza al meglio il messaggio è senza dubbio "La collina" nella quale il poeta imposta nell'incipit tutto l'opera e il "Dove sono?" è la domanda di ogni seguente ottetto, intervallato dalla frase ultimativa "dormono, dormono sulla collina" :
l'abulico, l'atletico, il buffone, l'ubriacone, il rissoso?

Tutti, tutti, dormono sulla collina.

Uno trapassò in una febbre,

uno fu arso in miniera,

uno fu ucciso in rissa,

uno morì in prigione,

uno cadde da un ponte lavorando per i suoi cari -

tutti, tutti dormono, dormono, dormono sulla collina.

Dove sono Ella, Kate, Mag, Edith e Lizzie,

la tenera, la semplice, la vociona, l'orgogliosa, la felicie?

Tutte, tutte, dormono sulla collina.

Una morì di un parto illecito,

una di amore contrastato,

una sotto le mani di un bruto in un bordello,

una di orgoglio spezzato, mentre anelava al suo ideale,

una inseguendo la vita, lontano, in Londra e Parigi,

ma fu riportata nel piccolo spazio con Ella, con Kate, con Mag -

tutt, tutte dormono, dormono, dormono sulla collina.

Dove sono zio Isaac e la zia Emily,

e il vecchio Towny Kincaid e Sevigne Houghton,

e il maggiore Walker che aveva conosciuto

uomini venerabili della Rivoluzione?
Tutti, tutti, dormono sulla collina.

Li riportarono, figlioli morti, dalla guerra,

e figlie infrante dalla vita,

e i loro bimbi orfani, piangenti -

tutti, tutti dormono, dormono, dormono sulla collina.

Dov'è quel vecchio suonatore Jones

che giocò con la vita per tutti i novant'anni,

fronteggiando il nevischio a petto nudo,

bevendo, facendo chiasso, non pensando né a moglie né a parenti,

né al denaro, né all'amore, né al cielo?

Eccolo! Ciancia delle fritture di tanti anni fa,

delle corse di tanti anni fa nel Boschetto di Clary,

di ciò che Abe Lincoln

disse una volta a Springfield.»